# 羅慕洛·卡拉貝斯
羅慕洛·卡拉貝斯（義大利語：Romolo Calabrese，1966年4月4日—），是一位意大利建筑师，一直活跃在国际与国内设计界与理论界。他出生于米兰，1998年毕业于米兰理工大学建筑学专业。于1995至1997年在阿尔多·罗西的事务所任职，其间参与多个设计项目。并于1999年在米兰成立了RRC建筑事务所。随后2003年于法国尼斯区代卡成立了第二个工作室。由于一直以来积极参与于各类建筑竞赛，2007年荣获西班牙萨拉戈萨住房和办公室（Viviendas y Oficinas）建筑设计竞赛一等奖，并承接了隶属于2008世界博览会新城区建设的住宅设计项目。随后他参加了里索馬：「青年意大利建筑师双年展」。 2012荣获贝尔林戈市中学设计竞赛一等奖。

2011成立建筑和城市生活杂志工作室。

## 代表作品
- 2014 新城区规划，卡塔尔達基拉
- 2013 住宅建筑，意大利米蘭
- 2013 新城区规划，中国上海浦東
- 2013 高等学院，瑞士里亚兹弗里堡
- 2013 湘江大厦，中国長沙
- 2013 神殿纪念公墓，意大利米蘭
- 2012 新法庭，瑞士拉紹德封
- 2012 多功能城市综合体，中国上海
- 2011 托尔托纳办公楼，意大利米蘭
- 2011 考古博物馆，義大利维拉普特祖
- 2011 塞拉基乌斯博物馆，芬兰曼塔
- 2010 高级中学，意大利贝尔林戈
- 2010 住宅，西班牙马德里
- 2010 音乐舞蹈学校，西班牙梅诺卡岛
- 2009 住宅建筑，意大利米兰
- 2009 住宅建筑，西班牙托莱多
- 2008 城市规划设计，丹麦哥本哈根

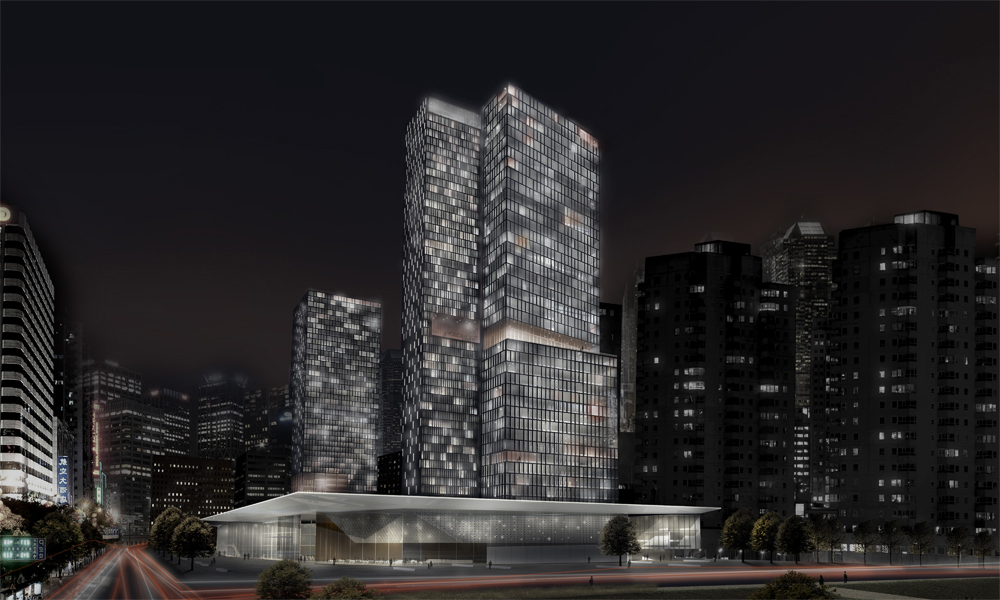
多功能城市综合体-上海

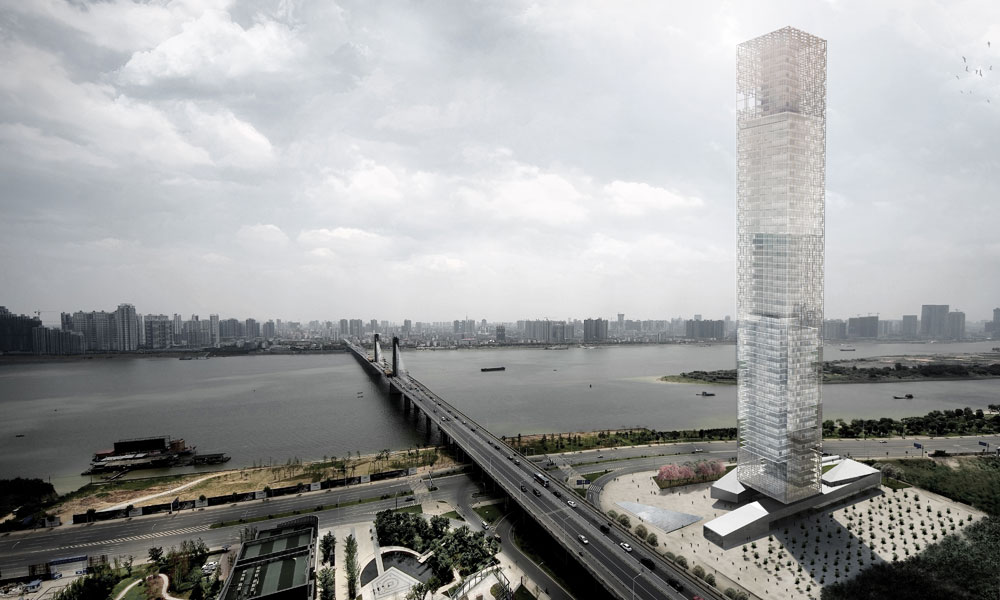
湘江大厦-长沙

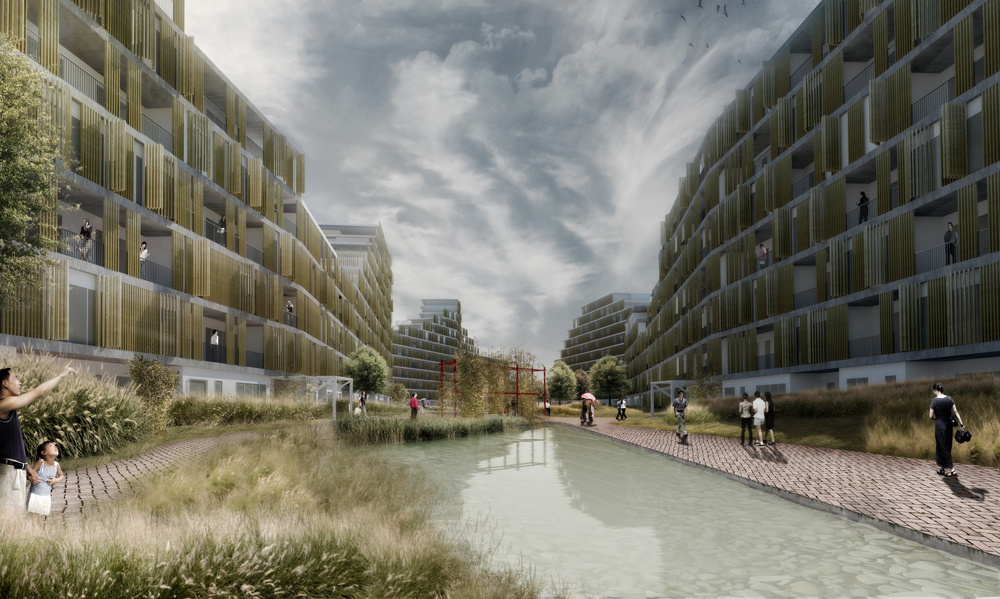
综合住宅区-浦东-中国

- 2008 市政公共市场，西班牙马德里桑奇纳罗
- 2007 体育中心，瑞士奇阿索
- 2007 办公住宅楼，西班牙萨拉戈萨
- 2007 农业学校，瑞士梅萨纳
- 2006 体育中心，西班牙巴尔马塞达
- 2006 RRC办公楼，意大利米兰
- 2006 综合学校，意大利圣毛罗托里内塞

## 发表文献
- Illegal Act, 于《非法》 ,  2014年12月
- From Political Ideologies to Market Ideologies, 于《力量》, 2014 年6月
- Dreiländereck, 于《进口出口》, 2013年11月article（页面存档备份，存于）
- Transforming the Un-Changed, 于《转型》  ,  2013年5月
- Entrez Lentement, 于《原始》,  2012年4月 article（页面存档备份，存于）
- A forced resurrection/The news, 于《危机》,  2012年1月

## 扩展阅读
- Artwort, 从卡塔儿到中国 – 采访Romolo Calabrese,2015年 article（页面存档备份，存于）
- Al Dhakira 沙漠中的绿洲 - 卡塔儿，刊登于《绿建筑》,莫斯科，2014年11月 article（页面存档备份，存于）
- 多功能城市综合体 - 上海，刊登于《高层建筑》,莫斯科， 2014年9月 article（页面存档备份，存于）
- 开拓视野 - 卡塔儿，刊登于《景观》，迪拜 ，2014年7月article（页面存档备份，存于）
- 新城镇规划 - 浦东, 中国，刊登于《概念》，韩国首尔，2014 年4月article（页面存档备份，存于）
- 三塔- 上海，刊登于《超越22》,中国，2014年3月article（页面存档备份，存于）
- 具有里程碑意义，强大而又红又高贵优压的天际线 - 长沙，刊登于《超越21》,中国，2014年2月article（页面存档备份，存于）
- Archea, 现代的道路,于"Area（義大利語：Area (rivista)）"第125期,2012年11月/12月
- Massimo Frontera, 米兰, 黑色办公楼,于 "Il Sole 24 Ore" - Progetti e Concorsi",  2012年7月 article（页面存档备份，存于）
- Paola Pierotti, Berlingo中学, RRC studio 赢得了竞标..., 刊登于 "Il Sole 24 Ore" – 项目和竞标,2012年6月 article（页面存档备份，存于）
- EDA CL, 访问 Romolo Calabrese article
- Stella Armando, 绿色艺术, 就这样改变中国城， 刊登于 "Corriere della Sera" , 2009年6月8日 article（页面存档备份，存于）
- RIZOMA 地上/地下. 意大利青年建筑师双年展, Maschietto Editore e Tagete Edizioni,意大利，2008年
- Alice Gramigna, Calabrese的空间游戏, 刊登于 《ioArchitetto》, 2008年 article（页面存档备份，存于）
- Ivana Zambianchi, 立面的游戏, 刊登于 《Bravacasa》, 2008年4月 article（页面存档备份，存于）
- RRC studio 在萨拉戈萨, 刊登于 《Modulo》, 2008年2月article（页面存档备份，存于）
- Calabrese: "我们复制利比利亚的模型 , 刊登于 《La Preaplina》,121年第35期 2008年2月 article（页面存档备份，存于）
- 2008萨拉戈萨世界博览会, 刊登于 《AL》, 2008年1月2月articolo（页面存档备份，存于）
- 住宅办公楼Manzana 6号, 萨拉戈萨 刊登于 《l'ARCA》, 2008年1月 article（页面存档备份，存于）
- 萨拉戈萨建设城市，刊登于 《Costruire》, 第296期, 2008年1月 article（页面存档备份，存于）
- CPC 体育中心,刊登于 《C3Korea》, 第281期, 2008 年1月magazine（页面存档备份，存于）
- 建筑师 << Erasmus的一代>>, 刊登于 《 RITAGLI》, 米兰意大利建筑师档案, 2008年1月 article（页面存档备份，存于）
- 意大利在萨拉戈萨的建设2008世界博览会 , 刊登于 《Tribuna Economica 》,22年 第一期, 2008年1月 article（页面存档备份，存于）
- 意大利青年建筑师在海外的设计及作品 ,  刊登于"Il Sole 24 Ore", 2008年1月 article（页面存档备份，存于）
- Paola Pierotti, 萨拉戈萨,为世博会为建的意大利的塔楼 , 刊登于 "Il Sole 24 Ore",  2007年11月 article（页面存档备份，存于）
- Carmen Martínez Alfonso, Más de 1.800 pisos del barrio del AVE tendrán propietario y diseño este año, 刊登于 "El Periódico de Aragón",  2007年7月31日第8页 article（页面存档备份，存于）
- M. LLorente, Zaragoza Alta Velocidad ha elegido también el proyecto del milanés Rómulo Roberto Calabrese para construir otras 140 viviendas más, 刊登于 "阿拉贡先驱报",2007年7月article（页面存档备份，存于）